# Gustav Teichmüller (Architekt)
Gustav Teichmüller (* 2. Mai 1862 in Bernburg (Saale); † 28. Mai 1919 ebenda) war ein deutscher Architekt und herzoglich anhaltischer Baubeamter in Dessau.

## Familie
Sein Vater war der Bernburger Apotheker Gustav Teichmüller (1828–1913); sein Bruder Joachim Teichmüller (1866–1938) lehrte ab 1899 als Professor für Elektrotechnik an der Technischen Hochschule Karlsruhe. Gustav Teichmüller blieb unverheiratet.

## Werdegang
Gustav Teichmüller studierte Architektur an der Technischen Hochschule München und an der Technischen Hochschule (Berlin-)Charlottenburg, unter anderen bei Carl Schäfer. Während seines anschließenden Referendariats arbeitete er zunächst beim preußischen Eisenbahnbetriebsamt Berlin und von 1889 bis 1890 bei der Reichstagsbauverwaltung unter Oberleitung von Paul Wallot in der Abteilung von Baurat Wilhelm Haeger. Internationale Erfahrung sammelte Teichmüller, als er um 1892 in Kairo bei dem in Diensten des Khediven Abbas II. stehenden deutsch-griechischen Architekten Dimitrios Fabricius (1847–1907) an Palastbauten beteiligt war. Von 1894 bis 1895 war Gustav Teichmüller in Berlin als Regierungsbaumeister (Assessor in der öffentlichen Bauverwaltung) beim preußischen Ministerium der geistlichen, Unterrichts- und Medizinalangelegenheiten tätig. 1895 wurde er Leiter der herzoglich anhaltischen Bauverwaltung für den Kreis Dessau. Bereits 1901 wurde ihm der herzoglich anhaltische Hausorden Albrechts des Bären (als Ritter II. Klasse) verliehen, 1906 wurde er zum Regierungs- und Baurat ernannt. Als bautechnisches Mitglied der herzoglichen Finanzdirektion war er zuständig für Domänen-, Forst-, Gerichts-, Schul-, Kirchen- und Verwaltungsbauten, außerdem war er mit den Angelegenheiten der Baupolizei betraut.

## Bauten und Entwürfe
(nach Jahr der Fertigstellung)
- 1895: Verwaltungsgebäude der Kreisdirektion in Dessau, Zerbster Straße / Poststraße[3][4]
- 1898: Melanchthonkirche in Dessau-Alten[5][6]
- 1900: Christuskirche in Dessau-Ziebigk[7]
- 1903: Petruskirche in Dessau[8]
- 1903: Umbau des Museums für Naturkunde und Vorgeschichte in Dessau[9][10]
- 1908: Jakobuskirche in Dessau (1977 gesprengt)
- 1916: Amtsgericht in Dessau (mit Carl Pertz (1856–1914) und Regierungsbaumeister Hans Wendler)

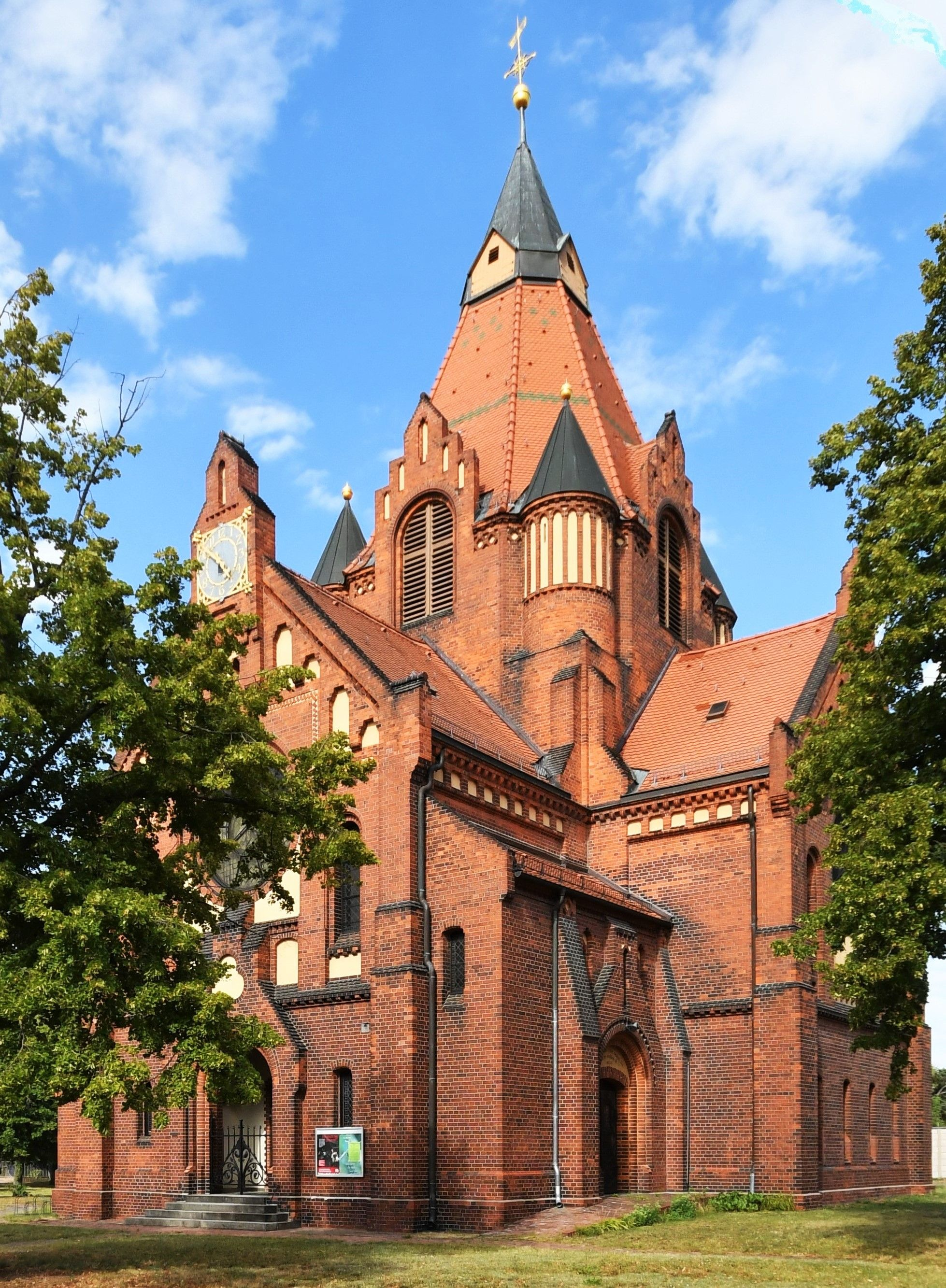
Melanchthonkirche in Dessau-Alten
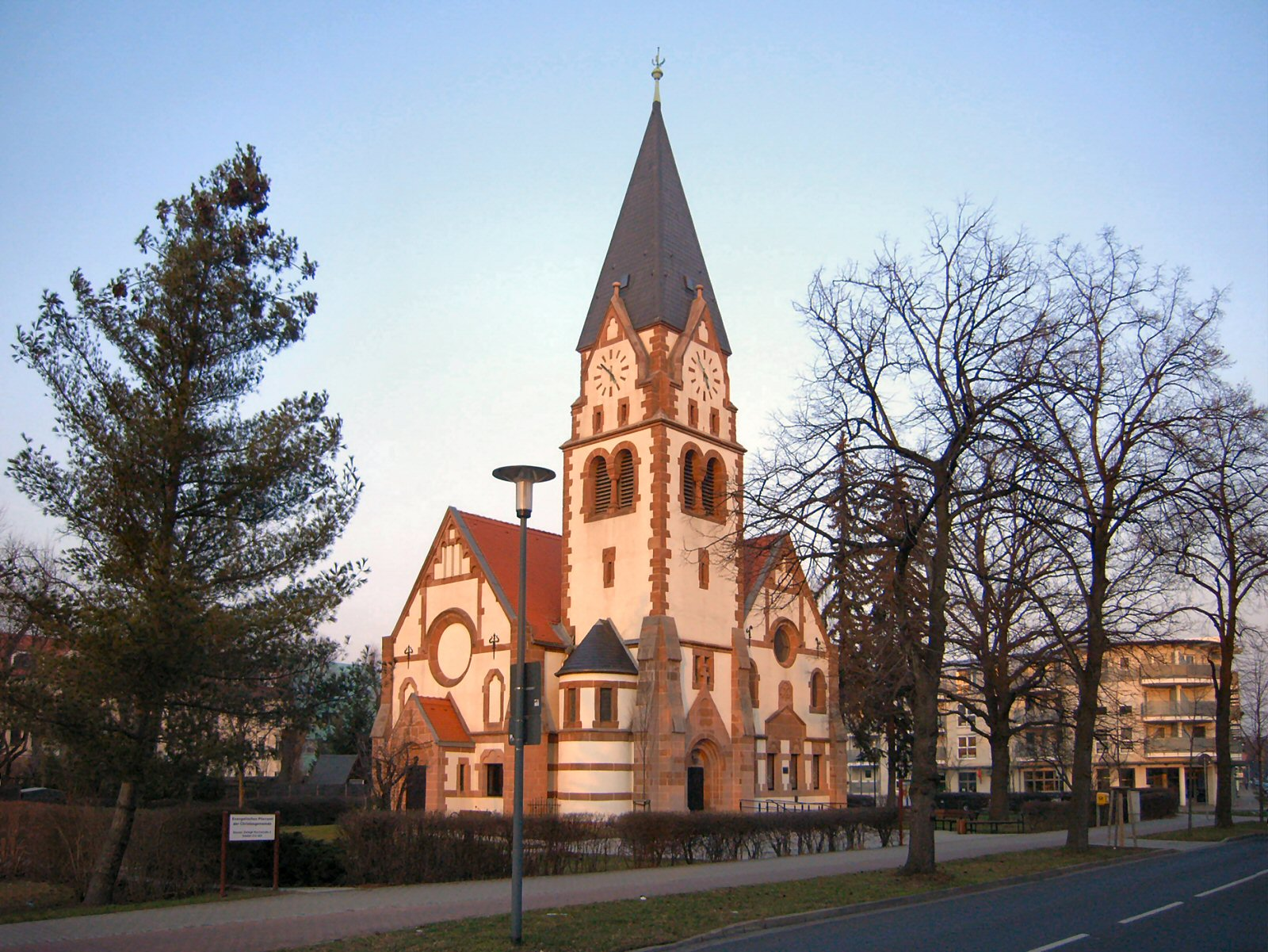
Christuskirche in Dessau-Ziebigk
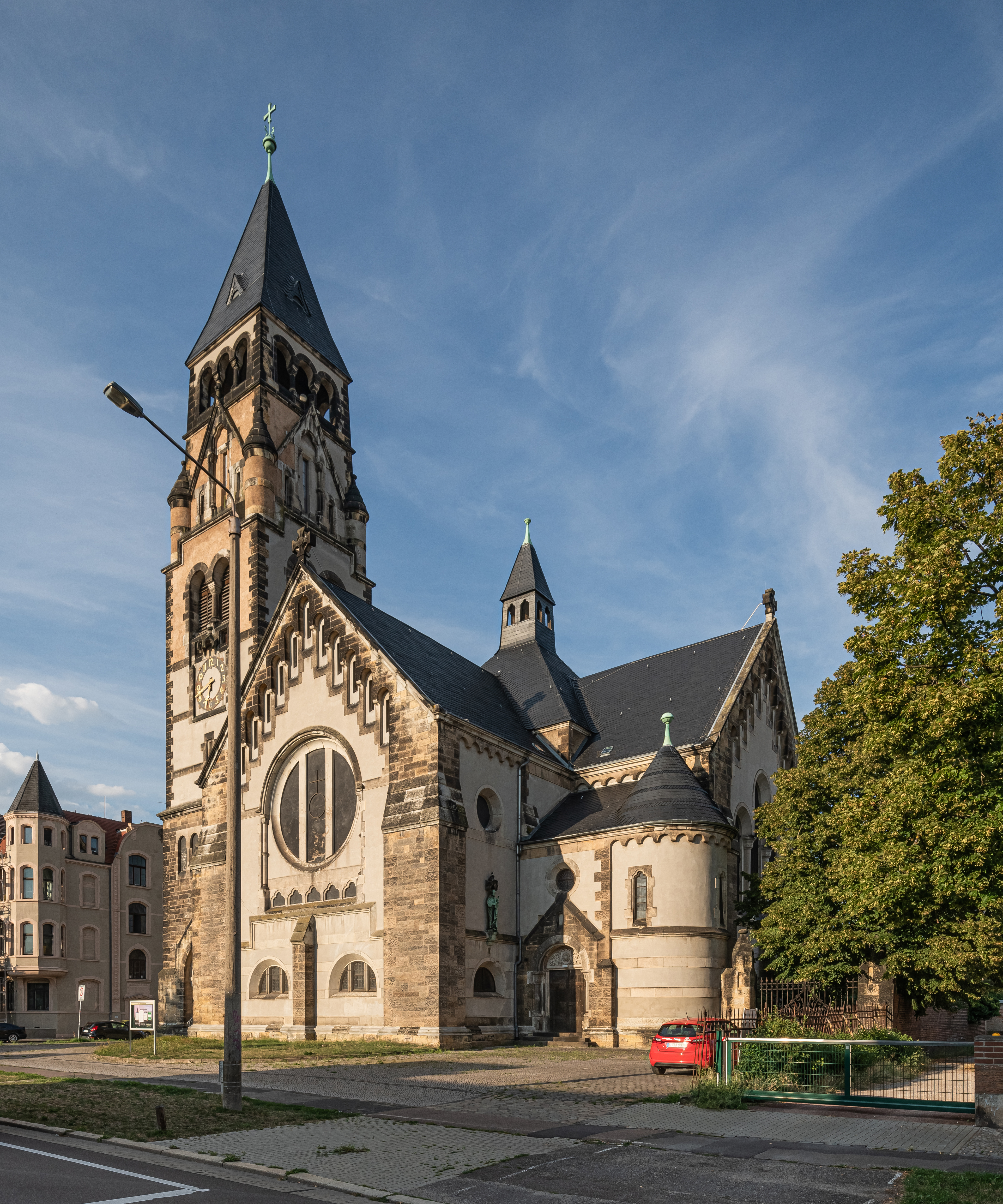
Petruskirche in Dessau
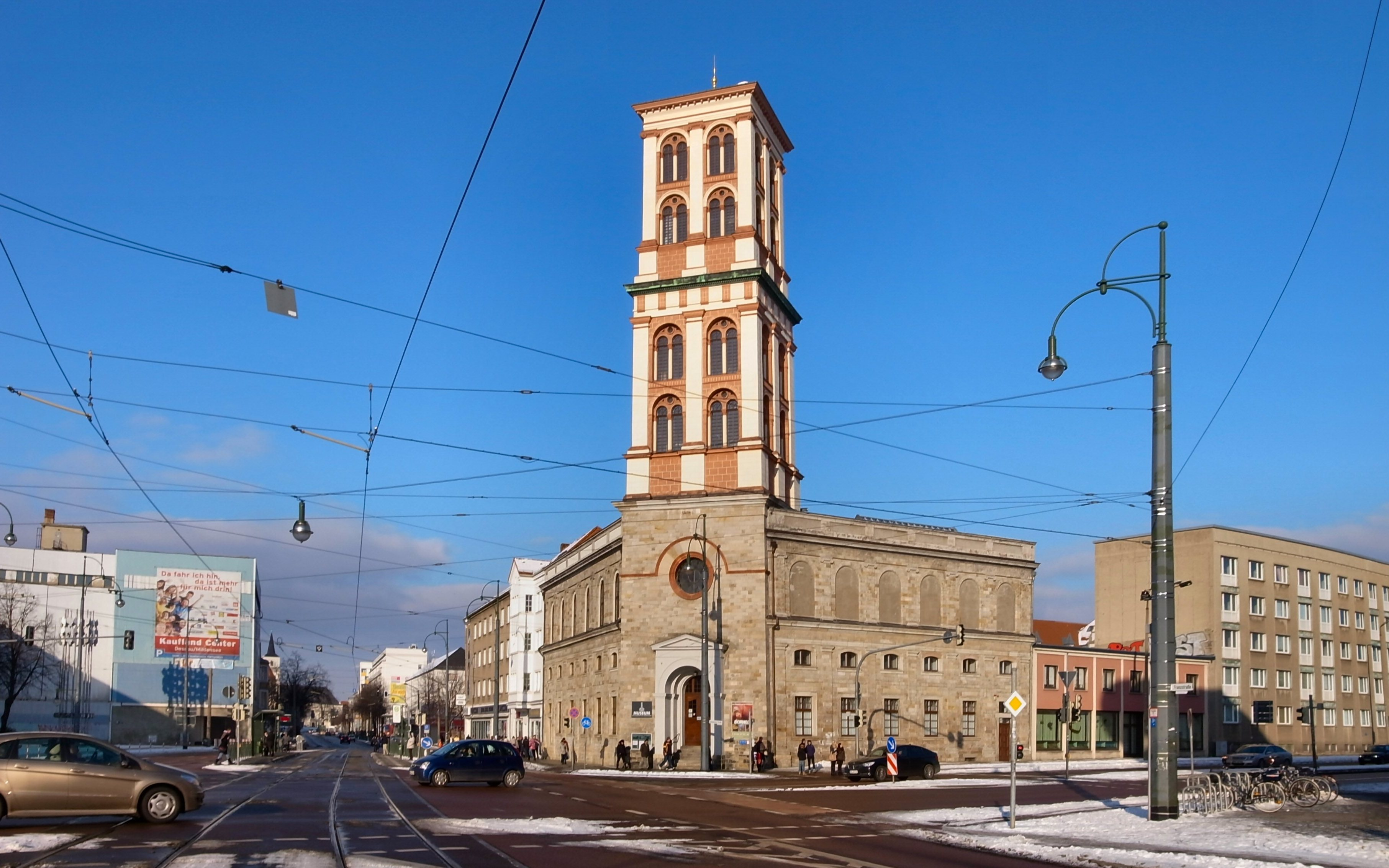
Museum für Naturkunde und Vorgeschichte in Dessau
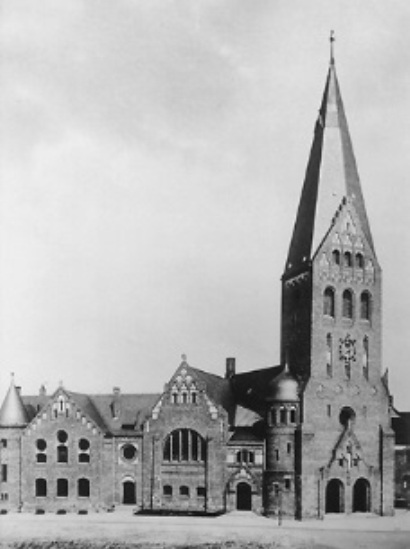
Jakobuskirche in Dessau